# ヒルムシロシバ
ヒルムシロシバ Hygroryza aristata (Retz.) Nees はイネ科の植物の1つ。東南アジアに産し、葉鞘が浮き袋になって水面を覆うように生育する。英名は Asian water grass である。

## 特徴
多年生の水生の草本。匍匐する茎は長さ15～100cmに達し、水面に浮き、あるいは乾燥した時期には泥の上に横たわる。茎からは不定根が出る。葉鞘は2～6cmで無毛、スポンジ状に膨らんでいる。葉耳は長さ0.5mmで先端は切り落とされたような形になっている。葉身は卵状披針形から広披針形で長さ2～7cm、幅1～2.8cm、基部は卵形から心形、先端は鈍く尖っている。
花序は円錐花序で、その輪郭はほぼ三角形をしており、主な分枝は3～5あり、花柄の先端に輪生状に着き、その基部は一番上の葉鞘に包まれる。小穂は両性を有し、小花は1つのみを含む。包頴はこれを欠く。護頴は長さ18mm、ボート状になっており、革質で5脈があり、脈にそって剛毛が並んでおり、先端は狭まって長く真っ直ぐで剛直な芒に続く。内頴は長さ6～8mm、護衛に似ているがより短く幅狭く、芒はなく、また剛毛は脈の間に出る。頴果は狭長楕円形で先端は鈍く尖り、膨らんで円柱形となっている。

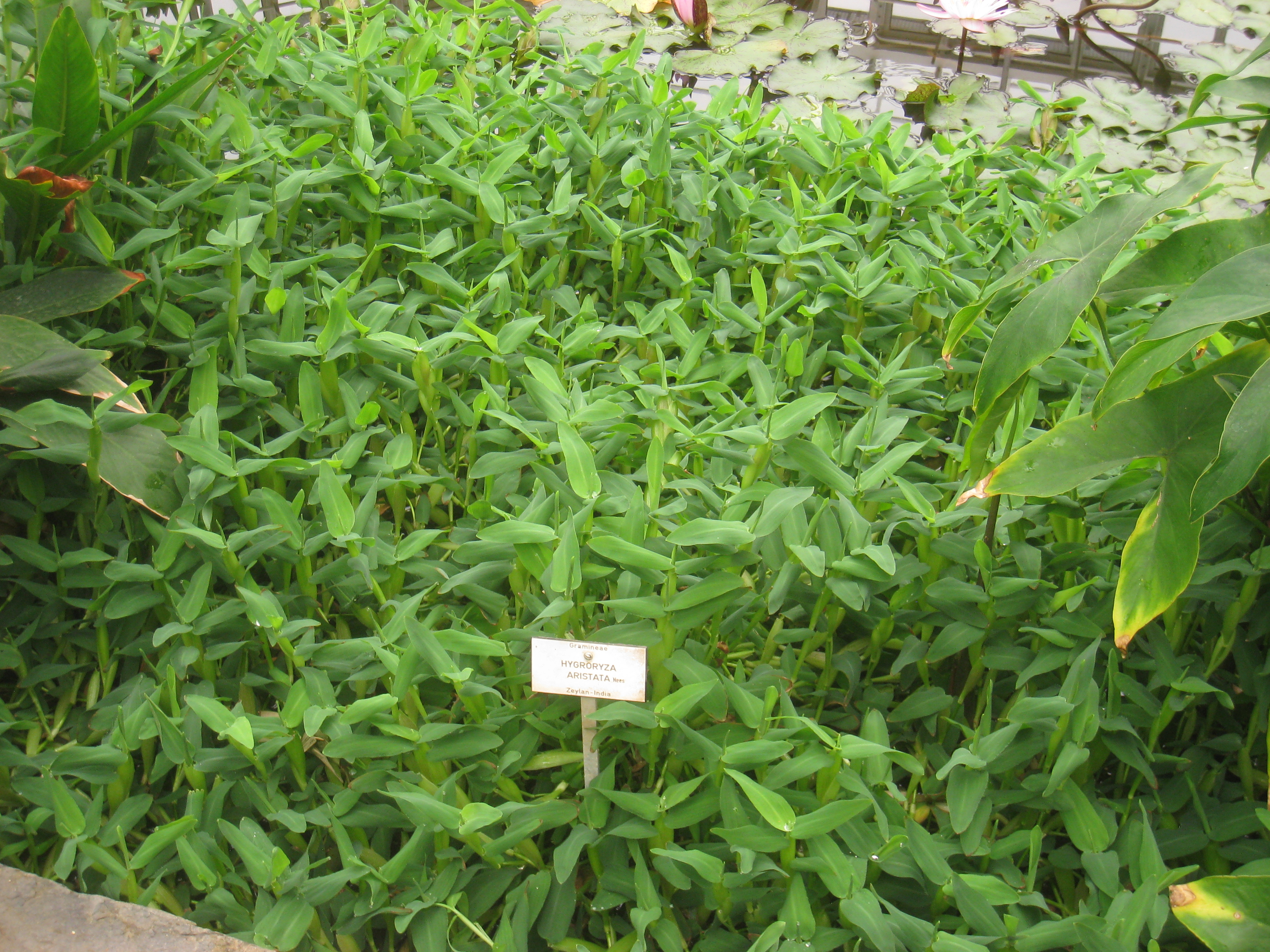
栽培下の群落
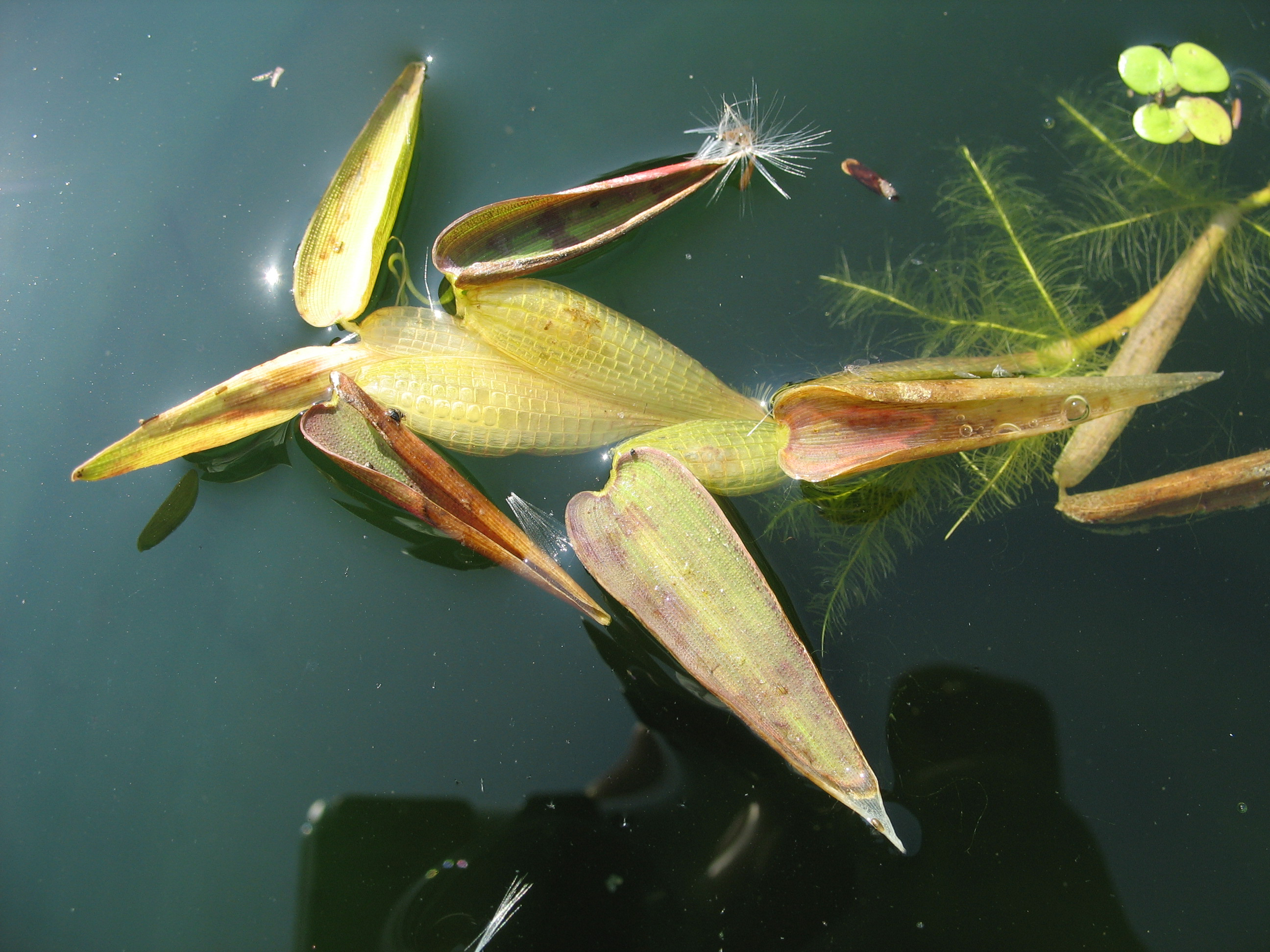
水面に展開する茎の先端部

## 分布と生育環境
南中国から東南アジアにかけて分布し、具体的にはバングラデシュ、カンボジア、インド、ラオス、マレーシア、ミャンマー、ネパール、パキスタン、スリランカ、タイ、ベトナムにわたって分布する。
タイでは標高0～50mの池沼、水路などに見られ、水面に広がってマット状の群落を形成し、通年にわたって見られる。バングラデシュでは海岸沿いの汽水域の湿地にまで生育しており、雨期には水深1～2mになり、それに連れて夏季には植物は増殖し、冬になると水位は著しく低下し、すると植物は底の土壌について節から根を出し、より矮小化した形で新たに枝を増やし、次に水位が上がり始めるとそれに連れて生育を盛んにするようになる。
この植物は水面にマット状の群落を形成するため、それによって作られる物陰は水生昆虫や甲殻類のよい隠れ家となり、またそれらは様々な魚の餌になるほか、植物自体も幾つかの種の魚の餌となり、特にソウギョが好んで食べる。

## 分類など
本種はその属の唯一の種とされており、この属はイネ連 tribe Orizeae に属するものと考えられている。特徴としては種の特徴そのものであるが、浮くようになっている茎、葉鞘、葉身が丸っこいこと、小穂が1小花を含み、両性、包頴はなく、護頴は5脈、内頴は護頴より小さく幅狭く、3脈、頴果は円柱状、などが示されている。
葉緑体ゲノムに基づく分子系統による解析では本種にもっとも近縁なのは Rhynchoryza subulata とマコモ属 Zizania である。

## 利害
タイでは地域の住民によって広く栽培されており、家畜の寒冷期の餌としてその穀物が利用されており、また水場の観賞用としても利用されている。バングラデシュでは低地で稲の栽培の合間に本種を育て、これを肥料として用いることが行われ、また養魚場での魚の餌として本種を用いることも考えられている。
また本種をリグナンやインドールアルカロイドの原料とし、これらを炎症防止や酸化防止などの目的で医療に用いることもなされている。